# Бреку

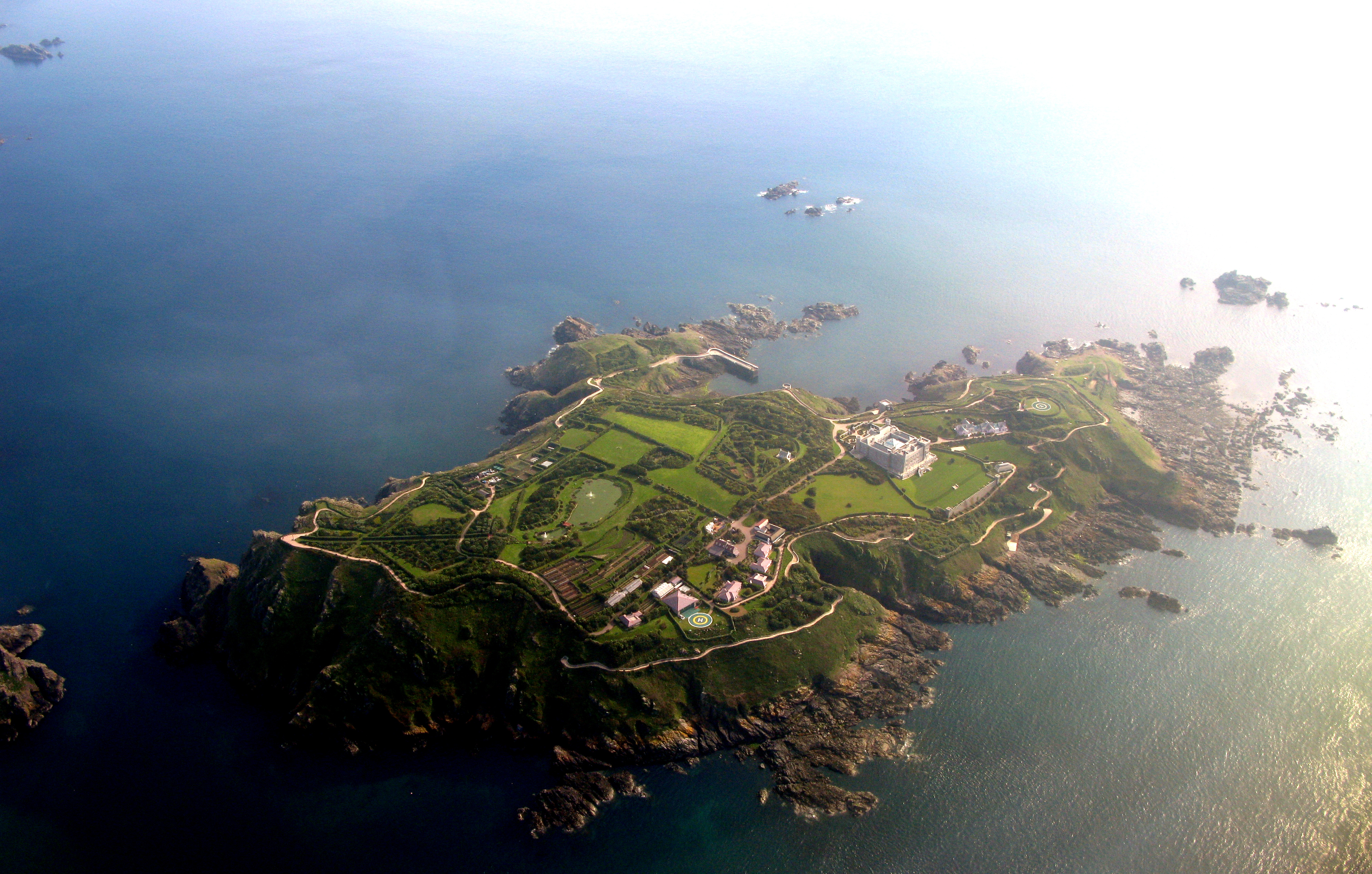
Вид на Бреку с воздуха

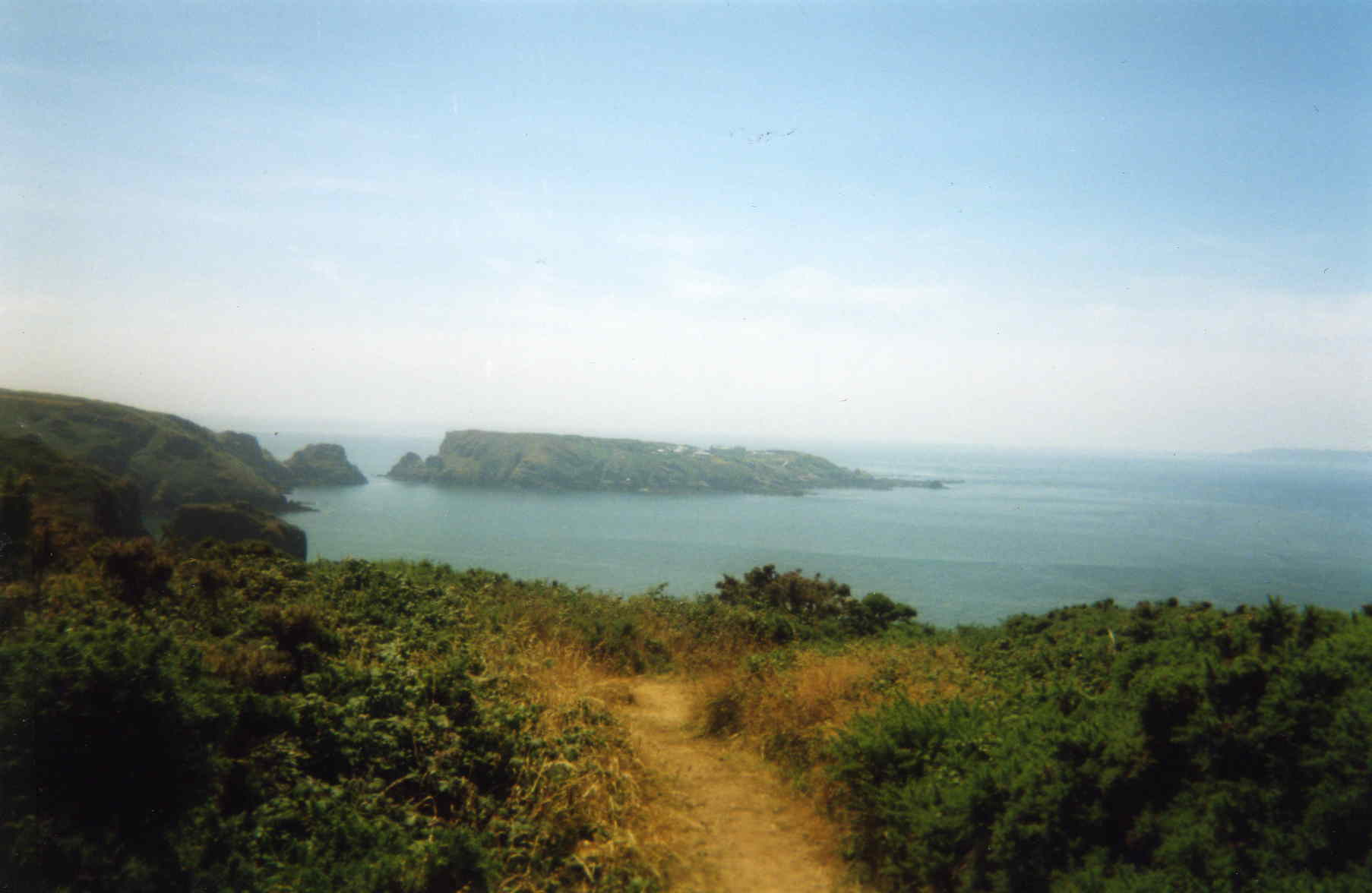
Вид на Бреку с севера острова Сарк

Флаг острова Бреку

Бреку (фр. Brecqhou) — остров (200 акров, 81 гектар) в проливе Ла-Манш в составе Нормандских островов к западу от острова Сарк, коронного владения Великобритании Гернси.
Как и многие другие острова Ла-Манша, название содержит норманский суффикс -hou древнескандинавского происхождения. Brekka означает скала или эскарп, а holm - остров.
У острова Бреку есть свой флаг, аналогичный флагу Сарка, с добавлением герба в нижнем правом углу. Также на острове выпускаются собственные марки.
Географические координаты острова Бреку — 49°26′ с. ш. 02°23′ з. д..